# 吴应箕
吴应箕（1594年10月24日—1645年12月2日），字次尾，号楼山，安徽贵池大演（今石台大演乡）高田人，复社领袖，诗人、学者。

## 生平
万历二十二年九月十一日(10月24日)出生于石台县大演乡永福村高田组。性豪放，“性喜声，使娱乐，不肯一日郁郁作穷悴状。”崇祯十二年（1639年）和陈贞慧起筆《留都防乱公揭》，歷數阮大铖罪行。八试不第，崇祯十五年（1642年）中乡试副榜。工書法，草书初学黄庭坚，後宗米芾、颜真卿。好与忠贞志士交往。
弘光元年（1645年）闰六月在家乡起兵抗清，与徽州金声等义兵相呼应，一度收复皖南大部。唐王授以池州推官之职，纪监军事。十月，在贵池县泥湾山口阻击清兵，兵败灌口，退至回山，於壓氣培（今烏鴉培，在大演鄉新龍村境內）为清兵俘获，押送府城，十月十七日行至山口施松林，清兵恐引起騷動，就義於池州城外石灰衝，清兵割首而去，《池州府志》载“头入郭门如生，三日不变”。侯方域挽词：“面冷而苍，髯怒以张；言如风发，气夺电光”。清道光二十九年（1849年）山口二秀才施士端、施士谦感其忠烈，在殉难地捐立碑石，以志纪念。吴应箕诗歌坚实质朴，激昂豪放，著有《兩朝剝復錄》、《国朝记事本末》、《留都见闻录》、《楼山堂集》等等。